# Cydnoides obtusus
Cydnoides obtusus är en insektsart som först beskrevs av Philip Reese Uhler 1894.  Cydnoides obtusus ingår i släktet Cydnoides och familjen glansskinnbaggar. Inga underarter finns listade i Catalogue of Life.